# Cylindropuntia thurberi
Cylindropuntia thurberi, conocida comúnmente como cardenche de Sonora, es una especie de planta suculenta perteneciente al género Cylindropuntia, dentro de la familia Cactaceae. Se distribuye desde el norte de México (concretamente en los estados de Sonora, Sinaloa y Chihuahua) hasta Arizona (Estados Unidos).

## Descripción

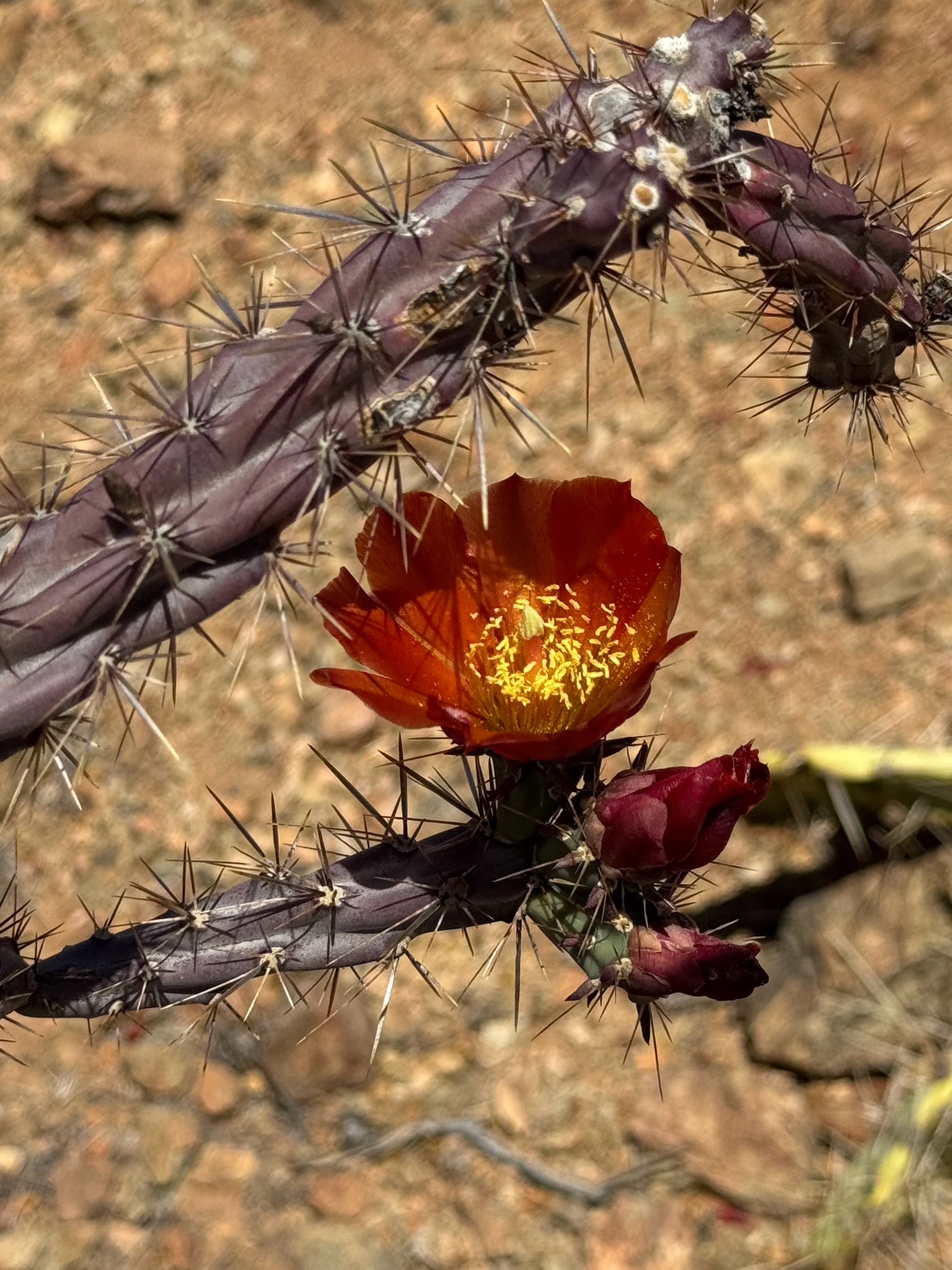
Detalle de la flor

Cylindropuntia thurberi es una especie de cactus que crece como un arbusto con ramas dispersas, alcanzando alturas de 1,5 a 4 m. Los tallos son erectos, articulados y están formados por segmentos delgados. Cada uno de ellos mide de 10 a 25 cm de largo y de 1 a 1,5 cm de diámetro. Son de forma cilíndrica, presentan tubérculos anchos y tienen la epidermis de color verde, ligeramente morado o rojizo, e incluso a veces glauco.
Sobre los tallos se asientan areolas lanudas de color amarillento o gris y pueden poseer gloquidios. También tienen de 3 a 7 espinas extendidas con forma de aguja y están cubiertas por una vaina epidérmica amarillenta que parece de papel. Son delicadas, de color amarillo a marrón y miden de 0,5 a 1,2 cm de largo.
Las flores son de color marrón a amarillo limón, se abren durante el día (diurnas) y son polinizadas por abejas. Los frutos miden de 2 a 3 cm de largo, son obovados y tienen espinas.

## Distribución y hábitat
El área de distribución nativa de esta especie es el norte de México (concretamente en los estados de Sonora, Sinaloa y Chihuahua) hasta Arizona (Estados Unidos).
Crece principalmente en biomas desérticos o de matorral seco, desde la costa hasta los 1070 metros de altitud.

## Taxonomía
La primera descripción de esta especie fue como Opuntia thurberi, publicada en 1856 por el botánico alemán George Engelmann en la revista ilustrada Syn. Cact. U.S.: 52.
Posteriormente, el botánico danés Frederik Marcus Knuth colocó la especie en el género Cylindropuntia, pasando a llamarse Cylindropuntia thurberi y anotando estos cambios en el libro Kaktus-ABC: 124 en el año 1936.
Etimología
- Cylindropuntia: nombre genérico formado por dos palabras: el sustantivo griego kýlindros (que significa 'cilindro') y el género Opuntia, (con el que el género tiene similitudes), haciendo referencia a la forma cilíndrica de los tallos de las plantas.
- thurberi: epíteto específico otorgado en honor al botánico estadounidense George Thurber (1821–1890).[7]

### Subespecies
Actualmente se distinguen tres subespecies:
| Imagen | Subespecie                                                                  | Descripción | Distribución                                                                          |
| ------ | --------------------------------------------------------------------------- | --- | ------------------------------------------------------------------------------------- |
|        | Cylindropuntia thurberi subsp. alamosensis (Britton & Rose) U.Guzmán        | No se disponen de datos.                                                                                             | Noroeste de México (suroeste de Sonora y Sinaloa)                                     |
|        | Cylindropuntia thurberi subsp. thurberi                                     | Alcanza alturas de 1,5 a 4 m y sus tallos son de color verde, ligeramente morado o rojizo, e incluso a veces glauco. | Norte de México (Sonora, noroeste de Sinaloa y Chihuahua)                             |
|        | Cylindropuntia thurberi subsp. versicolor (Engelm. ex J.M.Coult.) M.A.Baker | Alcanza alturas de hasta 2 m y sus tallos son de color morado verdoso a violeta.                                     | Desde Arizona hasta el norte de México (norte de Baja California, Sonora y Chihuahua) |

Sinonimia
- Sinónimos de Cylindropuntia thurberi subsp. alamosensis:
  - Cylindropuntia alamosensis (Britton & Rose) Backeb. (1958)
  - Opuntia alamosensis Britton & Rose (1926)
  - Opuntia thurberi var. alamosensis (Britton & Rose) Bravo (1972)

- Sinónimos de Cylindropuntia thurberi subsp. thurberi: (no tiene)
- Sinónimos de Cylindropuntia thurberi subsp. versicolor:
  - Cylindropuntia versicolor (Engelm. ex J.M.Coult.) F.M.Knuth (1936)
  - Grusonia versicolor (Engelm. ex J.M.Coult.) G.D.Rowley (2006)
  - Opuntia arborescens var. versicolor (Engelm. ex J.M.Coult.) Dams (1904)
  - Opuntia thurberi subsp. versicolor (Engelm. ex J.M.Coult.) Felger (1970)
  - Opuntia versicolor Engelm. ex J.M.Coult. (1896)

## Estado de conservación

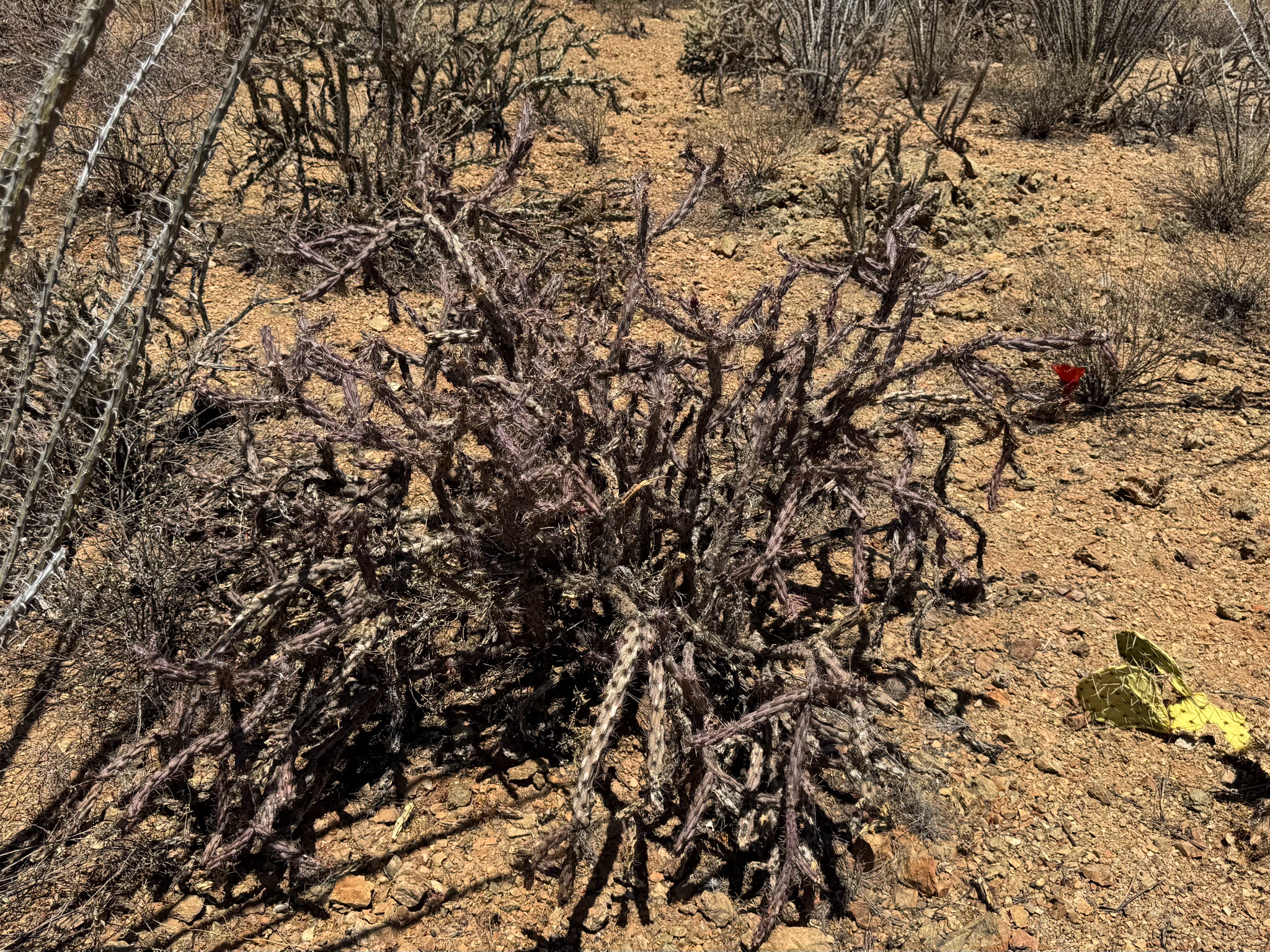
En su hábitat

En la Lista Roja de Especies Amenazadas de la UICN, la especie está clasificada como de “Preocupación Menor (LC)”.
No se conocen amenazas importantes para la conservación de esta especie, ya que es abundante localmente y su área de distribución es bastante amplia.

## Importancia económica y cultural

### Uso alimenticio

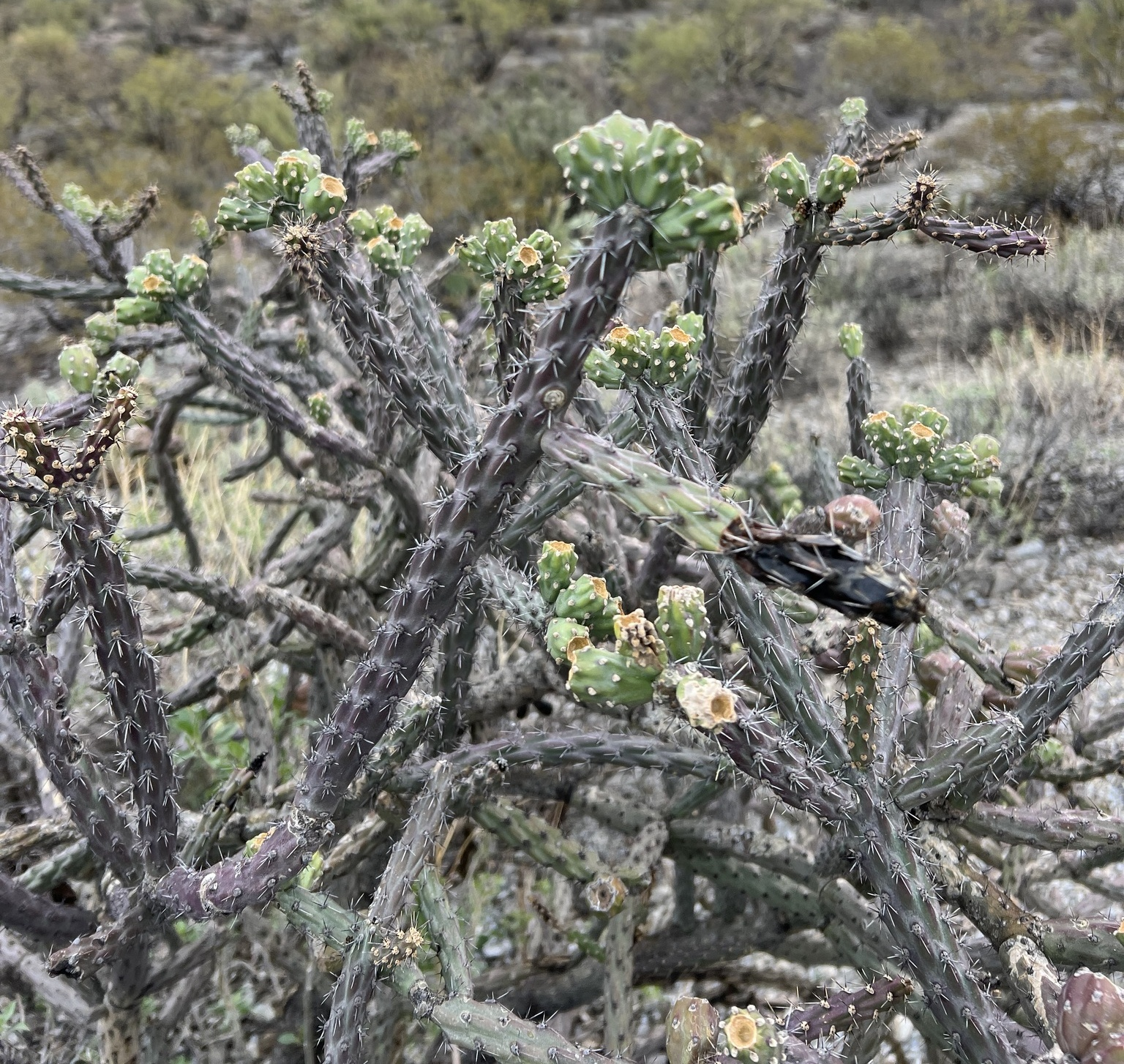
Detalle de los frutos

Se ha documentado que los Guarijíos, un grupo indígena de México, comían sus tallos y frutos. Además, en la temporada seca se suele alimentar con ella al ganado.

### Uso medicinal
Tradicionalmente, esta especie se utiliza en la medicina popular como planta medicinal. Se emplea como antidiarreico y para aliviar dolores estomacales, utilizando el fruto asado, cortado y consumido con agua. Asimismo, los brotes tiernos macerados en agua se ingieren para tratar el estreñimiento y la amibiasis.

### Uso ornamental
La especie se cultiva principalmente como planta ornamental y su propagación se realiza principalmente a través de esquejes. Para ello, se cortan los segmentos de los tallos (cladodios) y se dejan unos días en un lugar sombrío para que cicatricen adecuadamente. Luego se siembran en suelos con buen drenaje

## Nombres comunes
Los nombres comunes de esta especie son: cardenche de Sonora, cholla, cholla liviri,choya, sibiri, sibirim y siguri.